# Bocos de Duero
Bocos de Duero is een gemeente in de Spaanse provincie Valladolid in de regio Castilië en León met een oppervlakte van 6,34 km². Bocos de Duero telt 54 inwoners (1 januari 2016).

## Demografische ontwikkeling
Bron: INE, 1857-2011: volkstellingen